# Willem Jacob Visser
Willem Jacob Visser (1915 – 1991) holland nyelvész.
Az idó hollandiai képviselője volt, később a hollandiai interlingva mozgalom tagja lett.
Az 1970-es években kiadta az interlingva egy változatán, a saját tervezésű Eurolatin nyelven készült Union című folyóiratát. Ebben számos cikket írt a nemzetközi segédnyelvek szerepéről és ezek egyesítéséről, mely később munkája fő mozgatója volt. Azt tartotta, hogy a nemzetközi nyelvészeknek nem ellenségeskedniük kellene, hanem barátokká válnia.